# Helsingin Jalkapalloklubi
Helsingin Jalkapalloklubi (ou HJK), internacionalmente conhecido como HJK Helsinki, e normalmente em português europeu HJK de Helsínquia, é um clube de futebol da Finlândia, mais precisamente da capital Helsinque.  O clube foi fundado como "Helsingfors Fotbollsklubb" em 1907, por Fredrik Wathén. 
Geralmente considerado o principal clube da Finlândia, o HJK Helsinki é também a equipe com mais títulos no Campeonato Nacional, com 36 conquistas. Além disso, a equipe conquistou 14 Copas da Finlândia,13 Supercopas da Finlândia e 12 Copas da Liga da Finlândia. Muitos dos jogadores finlandeses que obtiveram sucesso internacional passaram pelo time.
O HJK é o único time finlandês a disputar a Liga dos Campeões da UEFA, após passar por uma eliminatória contra o Metz. Anteriormente, a equipe também era de hóquei no gelo e bandy.

## Elenco atual
- Atualizado em 23 de maio de 2025.[4]

## Títulos
| Nacionais | Nacionais               | Nacionais | Nacionais |
|           | Competição              | Títulos   | Temporadas |
| --------- | ----------------------- | --------- | --- |
| Finlândia | Veikkausliiga           | 32        | 1911, 1912, 1917, 1918, 1919, 1923, 1925, 1936, 1938, 1964, 1973, 1978, 1981, 1985, 1987, 1988, 1990, 1992, 1997, 2002, 2003, 2009, 2010, 2011, 2012, 2013, 2014, 2017, 2018, 2020, 2021, 2022 |
| Finlândia | Copa da Finlândia       | 14        | 1966, 1981, 1984, 1993, 1996, 1998, 2000, 2003, 2006, 2008, 2011, 2014, 2016–17, 2020 |
| Finlândia | Copa da Liga Finlandesa | 5         | 1994, 1996, 1997, 1998, 2015 |

Feminino 
- Veikkausliiga (feminina) (23x): 1971, 1972, 1973, 1974, 1975, 1979, 1980, 1981, 1984, 1986, 1987, 1988, 1991, 1992, 1995, 1996, 1997, 1998, 1999, 2000, 2001, 2005, 2019
- Copa da Finlândia (feminina) (17x): 1981, 1984, 1985, 1986, 1991, 1992, 1993, 1998, 1999, 2000, 2002, 2006, 2007, 2008, 2010, 2017, 2019
- Copa da Liga Finlandesa (feminina) (2x): 2009, 2012